# Gaj (Srebrenica, BiH)
Gaj je naselje u općini Srebrenica, Republika Srpska, BiH.

## Stanovništvo
Nacionalni sastav stanovništva 1991. godine, bio je sljedeći:
ukupno: 437
- Bošnjaci - 252
- Srbi - 182
- ostali, neopredijeljeni i nepoznato - 3